# Hermann Marwede (Kaufmann)
 Hermann Marwede  (* 8. März 1878 in Bremen; † 24. Oktober 1959 ebenda) war ein deutscher Kaufmann und Direktor der Firma Beck & Co.

## Biografie
Marwede war der Sohn eines Kaufmanns und Teilhaber der Kaiserbrauerei Beck & Co. Er absolvierte eine Kaufmannslehre. Ab 1899 war er bei dem väterlichen Unternehmen der Kaiserbrauerei beschäftigt. Er wurde für das Exportgeschäft und die Verbindungen nach Übersee eingesetzt. 1909 wurde er Leiter der Kaiserbrauerei Beck & Co. Von 1922 bis 1923 gehörte er dem Plenum der Handelskammer Bremen an. 1911 erwarb er das Landgut Marwede, ließ 1912 das Hofmeierhaus und eine Remise bauen und bis 1924 nach Plänen von Rudolf Alexander Schröder das Landhaus Marwede (heute Haus Hohenkamp).
1939 wurde das Unternehmen in Beck & Co. umbenannt. Marwede übernahm zudem einige andere Bremer Brauereien. Nach dem Zweiten Weltkrieg durfte in seinen Unternehmen erst 1948 wieder Bier gebraut werden. 1949 wurde erstmals die Marke Beck’s im Inland verkauft. Marwede war vor und nach dem Krieg Mitglied in verschiedenen Aufsichtsräten.
Der Seenotkreuzer Hermann Marwede ist nach ihm benannt. Der Bau des Schiffs wurde mit Spendenmitteln der Familie Marwede unterstützt.